# Liste der Biografien/Jonc
Liste der Biografien |
Portal Biografien |
Personensuche
# |
A |
B |
C |
D |
E |
F |
G |
H |
I |
J |
K |
L |
M |
N |
O |
P |
Q |
R |
S |
T |
U |
V |
W |
X |
Y |
Z |
?
 
Ja |
Jb |
Jd |
Je |
Jh |
Ji |
Jj |
Jl |
Jn |
Jm |
Jo |
Jp |
Jr |
Js |
Jt |
Ju |
Jv |
Jw |
Jy
 
Joa–Jog |
Joh |
Joi–Jom |
Jon |
Joo |
Jop |
Jor |
Jos |
Jot |
Jou |
Jov |
Jow |
Jox |
Joy |
Joz
 
Jona |
Jonc |
Jond |
Jone |
Jong |
Joni |
Jonj |
Jonk |
Jonl |
Jonn |
Jono |
Jonq |
Jons |
Jont |
Jonu |
Jonx |
Jony |
Jonz
Die Liste der Biografien führt alle Personen auf, die in der deutschsprachigen Wikipedia einen Artikel haben. Dieses ist eine Teilliste mit 11 Einträgen von Personen, deren Namen mit den Buchstaben „Jonc“ beginnt.

## Jonc

### Jonca
- Jonca, Heike (* 1956), deutsche Schauspielerin
- Jonca, Karol (1930–2008), polnischer Historiker
- Jonca, Nele (* 1982), deutsche Schauspielerin

### Jonci
- Joncières, Victorin de (1839–1903), französischer Komponist und Musikkritiker

### Jonck
- Jönck, Wilson Tadeu (* 1951), brasilianischer Geistlicher, römisch-katholischer Erzbischof von Florianópolis
- Jonckbloet, Willem Jozef (1817–1885), niederländischer Historiker
- Jonckheer, Efraïn (1917–1987), niederländischer Diplomat und Politiker der Niederländischen Antillen
- Jonckheer, Pierre (* 1951), belgischer Politiker (Ecolo), MdEP
- Jonckheere, Robert (1888–1974), französischer Astronom
- Joncktys, Daniel (1600–1654), niederländischer Dichter und Mediziner

### Joncz
- Jończyk, Leon (1934–2018), deutsch-polnischer Maler, Grafiker und Kunsthistoriker